# Burn the Witch
«Burn the Witch» — сингл англійського музичного гурту Radiohead, презентований 3 травня 2016 року лейблом XL Recordings; перший сингл із альбому A Moon Shaped Pool.

## Історія
Згідно із словами продюсера гурту Найджела Ґодріча, робота над «Burn the Witch» тривала 16 років, враховуючи тривалі перерви. Вперше Radiohead спробували записати пісню у 2000 році під час сесій запису альбому Kid A, пізніше робота над записом пісні поновлювалась під час запису альбомів Hail to the Thief (2003) та In Rainbows (2007). Фраза «burn the witch» (англ. «спали відьму») присутня в оформленні обкладинки альбому Hail to the Thief серед багатьох інших нібито випадкових фраз. Саму пісню вокаліст гурту Том Йорк згадував у 2005 році у блозі на офіційному сайті Radiohead, текст «Burn the Witch» був опублікований ним на сайті у 2007 році. Також гурт декілька разів грав короткі відрізки із пісні на концертах у 2006 та 2008 роках. Тим не менше, до 3 травня 2016 року пісня цілком жодного разу не була зіграна та не випускалась
У 2013 році під час інтер'ю із Годрічем його попросили пролити світло на ситуацію із невипущеними піснями Radiohead, однією із яких на той час була «Burn the Witch». Годріч відповів, що рано чи пізно всі пісні будуть допрацьовані та випущенні. Як приклад, він назвав пісню «Nude», яка була допрацьована і вийшла лише у 2007 році, хоча написана була ще 12 років до того.

## Трактування тексту
Текст пісні містить наступні рядки: «не задумуйся про причини / уникай зорового контакту / не реагуй / стріляй в посланців / спали відьму». Музичне видання Pitchfork інтерпретувало текст пісні як попередження про небезпеку групового мислення в сучасному світі. В образі управління безвільним і рабським натовпом використовується полювання на відьом — відоме в Західній Європі XV—XVII століть масове переслідування людей, яким підозрювали у чаклунстві.
Газета The Guardian побачила в тексті дещо інший сенс: на їхню думку, в «Burn the Witch» мова йде про тотальне стеження уряду за людьми і його намагання за допомогою соціальних медіа тримати в полі свого зору і контролю всі сфери людського життя.

## Реакція критиків
Видання Pitchfork назвало «Burn the Witch» найкращою піснею тижня, зазначивши наступне 
|                                               | Вперше із часів шедевра 'How to Disappear Completely' з альбому Kid A Radiohead створили щось настільки лякаюче і розкішне. Оригінальний текст (англ.) [It's not since Kid A standout 'How to Disappear Completely' that Radiohead have created a song this simultaneously unsettling and gorgeous.] Помилка: [undefined] Помилка: {{Lang}}: немає тексту (допомога): текст вже має курсивний шрифт (допомога) |
| — Джілліан Мейпс, головний редактор Pitchfork | |

The Guardian дав пісні таку оцінку:
|                            | Захоплююча... Безсумнівно, свого роду повернення – самовпевнене і безцеремонне, і в цей же час похмуре і таке, що викликає страх - саме те, що світ від них і очікував. Оригінальний текст (англ.) Thrilling... certainly the kind of return – bold and expansive, as well as dark and claustrophobic – that the world might have hoped for |
| — Майкл Ханн, The Guardian | |

## Список композицій

### Цифровий реліз
| #  | Назва            | Тривалість |
| -- | ---------------- | ---------- |
| 1. | «Burn the Witch» | 3:40       |

### 7"
| Сторона A | Сторона A        | Сторона A  |
| #         | Назва            | Тривалість |
| --------- | ---------------- | ---------- |
| 1.        | «Burn the Witch» | 3:40       |

| Сторона B | Сторона B | Сторона B  |
| #         | Назва     | Тривалість |
| --------- | --------- | ---------- |
| 1.        | «Spectre» | 3:19       |